# Dôme de Larino
Le dôme de Larino ou Basilique-Cathédrale Santa Maria Assunta et San Pardo est située à Larino, dans la région Molise en Italie.

## Historique

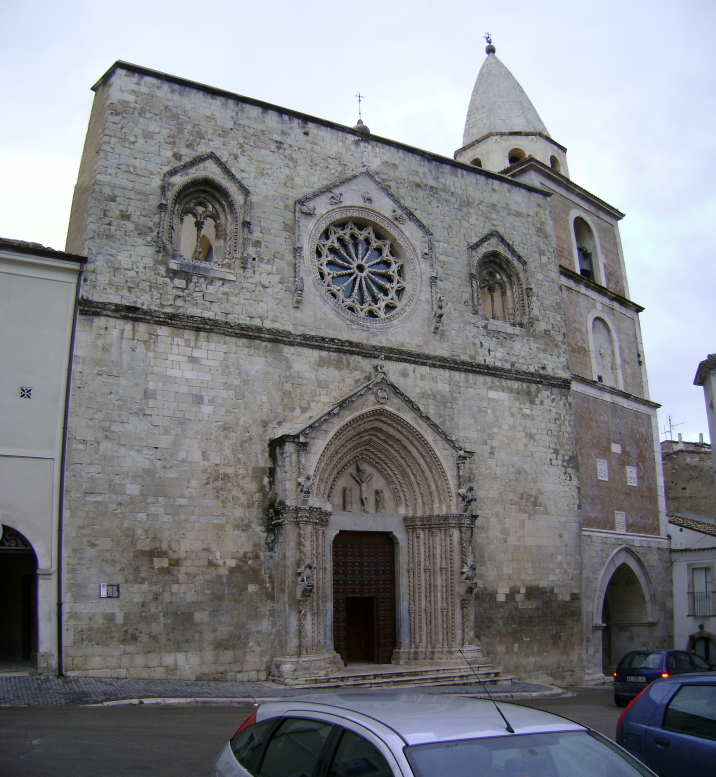
la façade de la basilique

La fondation de l'église remonte au XIIIe siècle. Une plaque sur le portail d'entrée atteste la date de sa consécration, le 30 juillet 1319. En outre, selon les historiens, la cathédrale a été construite sur un temple existant, dont la datation est encore inconnue.
Selon certaines études, les différences de style au sein de l'église sont dues à un changement de direction des travaux dans la fin du XIIIe siècle. Les motifs décoratifs et les techniques de construction montrent une période de construction en cours entre la fin du XIIIe siècle et au début du XIVe siècle, dont les œuvres ont été opérés par les travailleurs différents.
Au XIVe siècle ont été réalisées les fresques des murs et des piliers, qui représentent des saints. Pour décorer le plafond, laissé à chevrons à gauche, ont été faites des peintures polychromes.
Au XVIe siècle a été réalisé le clocher, dont la base, du maître Giovanni di Casalbore d'Avellino, a été construit en 1451. En 1537 a été ajoutée une fresque de l'Annonciation à la gauche de l'entrée principale, dans la partie intérieure. Le même siècle a vu une forte présence des privés qui ont commandé des œuvres dans la cathédrale, dont beaucoup existent encore, comme de nombreux autels.
Pour la vitalité artistique de la basilique, le XVIIe siècle fut un siècle de crise. En fait en 1656, la ville était affecté par la peste, qui a laissé de nombreuses victimes. Les survivants furent contraints d'affronter de longues périodes de pauvreté. Pour redonner la dignité économique et religieuse de la ville, l'évêque Catalani embellit l'église avec des objets précieux et une statue de San Pardo, maintenant volés.